# Пежо 307
Пежо 307 (фр. Peugeot 307) је аутомобил који је производила француска фабрика аутомобила Пежо. Производио се од 2001. до 2008, а у Кини до 2014. године.

## Историјат
307-ица је представљена на салону аутомобила у Паризу 2000. године као прототип „307 Prométhée”, а на тржиште долази годину дана касније заменивши Пежоа 306. Продавана је и у Аустралији, Новом Зеланду, Мексику, у Азији. У Бразилу се продаје са 1.6 и 2.0 моторима на гас. На европским тестовима судара аутомобил је 2001. године добио четири од максималних пет звездица за безбедност.
307 користи измењену платформу 306-ице, али је по димензијама већи од ње. 307 наставља стилски дизајн као што има 206 и 607. Његова висина од 1,5 метра чини спектар између малих аутомобила и компактних минивенова. Због своје висине сматра се и као ниски минивен. 2005. године је урађен редизајн. Предњи део аутомобила је рестилизован, као и фарови и поклопац мотора.
На почетку је лансиран са троја и петора врата, а 2002. године се појављује и караван и то у две верзије. Године 2003. покренут је кабриолет. Седан верзија је намењена само за тржишта Кине и Латинске Америке, који се од 2004. године производи у фабрици Dongfeng Peugeot Citroën Automobile у Кини, такође и у Аргентини се производио од 2006 до 2010. године. Иако је његов наследник Пежо 308 стигао на тржишта 2007. године, 307-ица се престала производити годину дана касније.
Године 2002, добио је титулу Европског аутомобила године.

## Мотори
| Модел   | Запремина | Цилиндри/ вентили | Снага           | Година производње | Верзије               |
| Бензин  | Бензин    | Бензин            | Бензин          | Бензин            | Бензин                |
| ------- | --------- | ----------------- | --------------- | ----------------- | --------------------- |
| 1.4     | 1360 cm³  | 4/8               | 55 kW / 75 КС   | 2002–2004         | хечбек                |
| 1.4     | 1360 cm³  | 4/16              | 65 kW / 88 КС   | 2003–2007         | хечбек, караван       |
| 1.6     | 1587 cm³  | 4/16              | 80 kW / 109 КС  | 2001–2007         | хечбек, караван, купе |
| 2.0     | 1997 cm³  | 4/16              | 100 kW / 136 КС | 2001–2005         | хечбек, караван, купе |
| 2.0     | 1997 cm³  | 4/16              | 103 kW / 140 КС | 2005–2007         | хечбек, караван, купе |
| 2.0     | 1997 cm³  | 4/16              | 130 kW / 177 КС | 2005–2007         | хечбек, купе          |
| Дизел   |           |                   |                 |                   |                       |
| 1.4 HDi | 1398 cm³  | 4/8               | 50 kW / 68 КС   | 2002–2004         | хечбек                |
| 1.6 HDi | 1560 cm³  | 4/16              | 66 kW / 90 КС   | 2006–2007         | хечбек, караван       |
| 1.6 HDi | 1560 cm³  | 4/16              | 80 kW / 109 КС  | 2004–2007         | хечбек, караван       |
| 2.0 HDi | 1997 cm³  | 4/8               | 66 kW / 90 КС   | 2001–2005         | хечбек, караван       |
| 2.0 HDi | 1997 cm³  | 4/8               | 79 kW / 107 КС  | 2001–2004         | хечбек, караван       |
| 2.0 HDi | 1997 cm³  | 4/16              | 100 kW / 136 КС | 2003–2007         | хечбек, караван, купе |

## Галерија
- Хечбек
- Хечбек
- Караван
- Редизајн